# Swertia rosulata
Swertia rosulata är en gentianaväxtart som först beskrevs av John Gilbert Baker, och fick sitt nu gällande namn av J. Klackenberg. Swertia rosulata ingår i släktet Swertia och familjen gentianaväxter. Inga underarter finns listade i Catalogue of Life.